# Yokogawa Electric
Yokogawa Electric Corporation (横河電機株式会社) est une entreprise japonaise d'électrotechnique.
Fondée en 1915, elle est notamment pionnière du système numérique de contrôle-commande.